# Hrvatski nogometni kup 2025/26
Der Hrvatski nogometni kup 2025/26 soll der 34. Wettbewerb um den kroatischen Fußballpokal nach der Loslösung des kroatischen Fußballverbandes aus dem jugoslawischen Fußballverband werden. Titelverteidiger ist HNK Rijeka.

## Modus
Bis zum Finale wird der Sieger in einem Spiel ermittelt. Steht es nach der regulären Spielzeit von 90 Minuten unentschieden, kommt es zur Verlängerung von zweimal 15 Minuten, und falls danach immer noch kein Sieger feststeht, zum Elfmeterschießen. Das Endspiel wird im Hin- und Rückspiel ausgetragen.

## Teilnehmer
An der Vorrunde
- 21 Sieger des Bezirkspokals
- 11 Finalisten des Bezirkspokals aus den Fußballverbänden mit der größten Anzahl registrierter Fußballclubs

| Bezirk              | Sieger                      | Finalist              |
| ------------------- | --------------------------- | --------------------- |
| Bjelovar-Bilogora   | NK Bjelovar                 | NK Dinamo Predavac    |
| Brod-Posavina       | NK Marsonia 1909            | NK Zadrugar Oprisavci |
| Dubrovnik-Neretva   | NK Neretva Metković         |                       |
| Istrien             | NK Uljanik Pula             | NK Jadran Poreč       |
| Karlovac            | NK Karlovac                 |                       |
| Koprivnica-Križevci | NK Radnik Križevci          | NK Koprivnica         |
| Krapina-Zagorje     | NK Gaj Mače                 |                       |
| Lika-Senj           | NK Nehaj Senj               |                       |
| Međimurje           | NK Graničar Kotoriba        | NK BSK Belica         |
| Osijek-Baranja      | NK Jedinstvo Donji Miholjac | NK Radnički Dalj      |
| Požega-Slawonien    | NK Slavonija Požega         |                       |

| Bezirk               | Sieger                | Finalist            |
| -------------------- | --------------------- | ------------------- |
| Primorje-Gorski      | NK Opatija            |                     |
| Sisak-Moslavina      | HNŠK Moslavina Kutina | NK Libertas Novska  |
| Split-Dalmatien      | NK Solin              |                     |
| Šibenik-Knin         | DOŠK Drniš            |                     |
| Varaždin             | NK Varaždin           | NK Bednja Beletinec |
| Virovitica-Podravina | NK Pitomača           |                     |
| Vukovar-Syrmien      | NK Vukovar ’91        | NK Bedem Ivankovo   |
| Zadar                | NK Zemunik            |                     |
| Stadt Zagreb         | NK Maksimir           | NK Špansko          |
| Zagreb               | NK Dugo Selo          | NK Kurilovec        |

Am Sechzehntelfinale
- Die 16 punktbesten Vereine der Fünfjahres-Pokalwertung. (63 Punkte für den Pokalsieger, 31 für den unterlegenen Finalisten, 15 für die Halbfinalisten, 7 für die Viertelfinalisten, 3 für die Achtelfinalisten und 1 Punkt für die Sechzehntelfinalisten.)

| - 1. Dinamo Zagreb (155) - 2. Hajduk Split (151) - 3. HNK Rijeka (143) - 4. Lokomotiva Zagreb (63) | - 5. NK Osijek (51) - 6. NK Slaven Belupo (47) - 7. NK Istra 1961 (47) - 8. HNK Gorica (47) | - 09. HNK Šibenik (45) - 10. NK Rudeš (21) - 11. NK Varaždin (19) - 12. NK Oriolik (15) | - 13. NK BSK Bijelo Brdo (14) - 14. Inter Zaprešić 1 (10) - 15. NK Belišće (8) - 16. Cibalia Vinkovci (7) - 17. NK Mladost Ždralovi (7) |

## Vorrunde
Die Auslosung fand am 3. Juli 2025 statt.
| Datum      |                             | Ergebnis |                       |
| ---------- | --------------------------- | -------- | --------------------- |
| 27.08.2025 | NK Neretva Metković         | :        | NK Zadrugar Oprisavci |
| 27.08.2025 | NK Uljanik Pula             | :        | NK Bjelovar           |
| 27.08.2025 | NK BSK Belica               | :        | NK Solin              |
| 27.08.2025 | NK Varaždin                 | :        | HNŠK Moslavina Kutina |
| 27.08.2025 | NK Radnik Križevci          | :        | DOŠK Drniš            |
| 27.08.2025 | NK Špansko                  | :        | NK Gaj Mače           |
| 27.08.2025 | NK Zemunik                  | :        | NK Kurilovec          |
| 27.08.2025 | NK Maksimir                 | :        | NK Jadran Poreč       |
| 27.08.2025 | NK Slavonija Požega         | :        | NK Marsonia 1909      |
| 27.08.2025 | NK Bednja Beletinec         | :        | NK Karlovac           |
| 27.08.2025 | NK Jedinstvo Donji Miholjac | :        | NK Dugo Selo          |
| 27.08.2025 | NK Bedem Ivankovo           | :        | NK Dinamo Predavac    |
| 27.08.2025 | NK Radnički Dalj            | :        | NK Graničar Kotoriba  |
| 27.08.2025 | NK Libertas Novska          | :        | NK Opatija            |
| 27.08.2025 | NK Nehaj Senj               | :        | NK Vukovar ’91        |
| 27.08.2025 | NK Koprivnica               | :        | NK Pitomača           |

## Sechzehntelfinale
Die Paarungen wurden automatisch anhand der aktuellen Rangliste vorgenommen (32.–1., 31.–2., 30.–3. usw.).

## Achtelfinale
Die Paarungen erfolgen automatisch anhand der aktuellen Rangliste (16.–1., 15.–2., 14.–3. usw.). Auch die Vereine, die in der Vorrunde einen höherrangigen Gegner besiegten, rückten in die Rangliste ein.